# 賽義德·卡里穆拉·哈利利
賽義德·卡里穆拉·哈利利（俄语：Саид Каримулла Халили，1998年9月2日—），俄羅斯冬季兩項運動員，他代表俄羅斯奧林匹克委員會隊參加了中國舉行的2022年冬季奧林匹克運動會，並且在男子4×7.5公里接力比賽上獲得銅牌。